# Maradik
Maradik (cyr. Марадик) – wieś w Serbii, w Wojwodinie, w okręgu sremskim, w gminie Inđija. W 2011 roku liczyła 2095 mieszkańców.